# Indische Nasenotter
Die Indische Nasenotter (Hypnale hypnale) ist eine Art der Grubenottern und zählt zur Gattung der Ceylon-Nasenottern (Hypnale).

## Merkmale

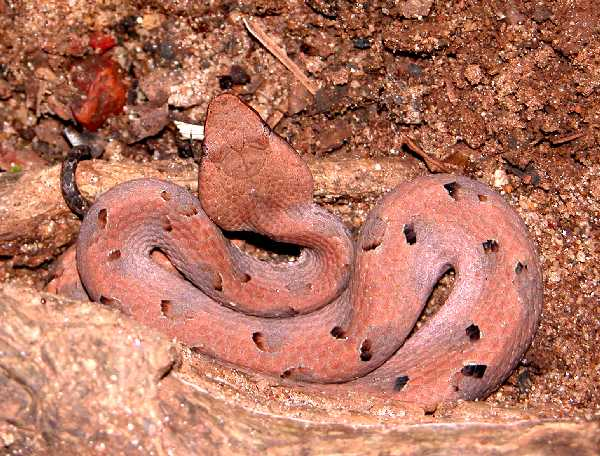
Hypnale hypnale

Hypnale hypnale erreicht eine Gesamtlänge von 38 bis 55 cm, Weibchen können größer als Männchen werden. Der Körper ist leicht gedrungen gebaut. Der Kopf ist dreieckig, an der Schnauzenspitze etwas aufgeworfen und setzt sich deutlich vom Rest des Körpers ab. Die Pupille ist bei Lichteinfall sehr schmal senkrecht geschlitzt. Der Kopf weist 7 oder 8 Oberlippenschilder (Scutum supralabiale) und 8 oder 9 (selten 10) Unterlippenschilder (Scutum sublabiale) auf. Die Körpermitte umgeben längs 17 Reihen schwach gekielter Rückenschuppen. Die Bauchseite weist 134 bis 158 Bauchschilder, die Unterseite des Schwanzes 32 bis 48 weitere Hornschilder auf. Der sich verjüngende Schwanz mündet in einem schwarzen Dorn. Der Körper ist variabel gefärbt (gelblich, grau oder braun) und trägt dunkle Flecken oder Querbinden, die auch miteinander verbunden sein können. Der Kopf ist hellbraun bis nussbraun gefärbt und nach oben längs durch eine feine, helle Linie gezeichnet. Von Hypnale nepa und Hypnale walli ist Hypnale hypnale anhand des Fehlens eines warzenähnlichen Höckers auf der Schnauzenspitze, der hohen Anzahl an Bauchschilden sowie des Fehlens von Stacheln auf dem Hemipenis abzugrenzen.

## Schlangengift
Hypnale hypnale verursacht regelmäßig Bissunfälle bei Einheimischen, Todesfälle sind jedoch selten. Das Schlangengift dieser Art besitzt prokoagulative (gerinnungsfördernde) Eigenschaften, eine Disseminierte intravasale Koagulopathie kann nicht ausgeschlossen werden. Ebenso ist ein irreversibles Nierenversagen möglich. Ein spezifisches Antivenin steht nicht zur Verfügung.

## Lebensweise
Hypnale hypnale ist eine recht standorttreue, bodenbewohnende, selten in niedrigem Buschwerk kletternde Viper, die sich von kleinen Säugetieren, Froschlurchen, Echsen und Schlangen ernährt. Stellenweise ist sie auffällig häufig vorzufinden. Die Paarungszeit erstreckt sich auf die Monate Juli und August, die Jungschlangen werden zwischen April und August geboren. Sie pflanzt sich durch Ovoviviparie, also ei-lebendgebärend, fort, wobei der Wurf eines Weibchens bis zu 17 Jungschlangen umfasst. Die Jungschlangen messen beim Schlupf circa 13 cm. Hypnale hypnale führt eine sowohl nacht- wie auch tagaktive Lebensweise und versteckt sich am Tage häufig unter Steinen, morschem Holz oder Falllaub. Gegenüber Menschen verhält sich diese Viper temperamentvoll und aggressiv. Bei Störung hebt sie den Kopf schräg an und vibriert mit dem Schwanz hektisch am Boden.

## Vorkommen
Heimisch ist Hypnale hypnale in Wälder und Plantagen im südwestlichen Indien und auf Sri Lanka. Es werden sowohl flache Ebenen, als auch Hochland in bis zu 1525 Metern Höhe über dem Meeresspiegel bewohnt.